# Rheosmittia hamulata
Rheosmittia hamulata är en tvåvingeart som beskrevs av Caspers och Reiss 1989. Rheosmittia hamulata ingår i släktet Rheosmittia och familjen fjädermyggor.
Artens utbredningsområde är Turkiet. Inga underarter finns listade i Catalogue of Life.